# Purwogondo (Boja)
Purwogondo is een bestuurslaag in het regentschap Kendal van de provincie Midden-Java, Indonesië. Purwogondo telt 2916 inwoners (volkstelling 2010).